# Polly Shannon
Polly Shannon (Kingston, Ontário, 1 de setembro de 1973) é uma atriz canadense. Shannon nasceu em Kingston, Ontário, mas cresceu em Aylmer, Quebec. Ela tem um irmão mais novo chamado Micah e uma meia-irmã chamada Kaitlin. 
Polly é mais conhecida por seu papel como "Margaret Trudeau", na minissérie Trudeau de 2002, um filme sobre o falecido primeiro-ministro do Canadá, Pierre Trudeau.

## Prêmios e Indicações
| Prêmios | Prêmios   | Prêmios                | Prêmios                 | Prêmios                   |
| Ano     | Resultado | Premiação              | Categoria               | Título                    |
| ------- | --------- | ---------------------- | ----------------------- | ------------------------- |
| 1999    | Indicada  | Gemini Awards          | Melhor Atriz            | The Girl Next Door        |
| 2000    | Indicada  | Gemini Awards          | Melhor Atriz            | The Sheldon Kennedy Story |
| 2003    | Indicada  | Canadian Comedy Awards | Melhor Atriz de Comédia | Men with Brooms           |
| 2008    | Venceu    | WorldFest Houston      | Prêmio Especial do Juri | Miranda & Gordon          |